# Еджком (Мен)
Еджком (англ. Edgecomb) — місто (англ. town) в США, в окрузі Лінкольн штату Мен. Населення — 1188 осіб (2020).

## Демографія
Згідно з переписом 2010 року, у місті мешкало 1249 осіб у 523 домогосподарствах у складі 356 родин. Було 755 помешкань
Расовий склад населення:
| - 96,2 % — білих - 1,5 % — азіатів - 0,4 % — корінних американців - 0,2 % — чорних або афроамериканців |

До двох чи більше рас належало 1,8 %. Частка іспаномовних становила 0,3 % від усіх жителів.
За віковим діапазоном населення розподілялося таким чином: 22,3 % — особи молодші 18 років, 59,7 % — особи у віці 18—64 років, 18,0 % — особи у віці 65 років та старші. Медіана віку мешканця становила 46,4 року. На 100 осіб жіночої статі у місті припадало 100,5 чоловіків;  на 100 жінок у віці від 18 років та старших — 93,4 чоловіків також старших 18 років.
Середній дохід на одне домашнє господарство  становив 70 658 доларів США (медіана — 57 798), а середній дохід на одну сім'ю — 76 720 доларів (медіана — 60 054). Медіана доходів становила 42 443 долари для чоловіків та 28 833 долари для жінок. За межею бідності перебувало 11,8 % осіб, у тому числі 26,3 % дітей у віці до 18 років та 4,2 % осіб у віці 65 років та старших.
Цивільне працевлаштоване населення становило 578 осіб. Основні галузі зайнятості: освіта, охорона здоров'я та соціальна допомога — 29,1 %, роздрібна торгівля — 18,2 %, виробництво — 9,9 %, будівництво — 8,7 %.